# Piotrawin (powiat lubelski)
Piotrawin – wieś w Polsce położona w województwie lubelskim, w powiecie lubelskim, w gminie Jastków.
| SIMC    | Nazwa  | Rodzaj    |
| ------- | ------ | --------- |
| 0381634 | Wygoda | część wsi |

W latach 1975–1998 miejscowość należała administracyjnie do województwa lubelskiego.
Wieś stanowi sołectwo gminy Jastków.
Wierni Kościoła rzymskokatolickiego należą do parafii Najświętszej Maryi Panny Królowej Polski w Jastkowie.